# Johann von Thielmann
Johann Adolf Freiherr von Thielmann (Drezda, 1765. április 27. – Koblenz, 1824. október 10.) egy porosz-szász lovassági tábornok volt a napóleoni háborúk idején. (Gyakran Thielemann-nak írták a nevét ).

## Élete és katonai pályafutása
A szász lovassághoz 1782-ben lépett be, a francia forradalmi háborúk idején kezdte meg szolgálatát a jénai csatában. A jénai katasztrofális vereség után a szász erők csatlakoztak a Napóleon-elleni szövetséges erőkhöz, itt a gdanszki és a friedlandi csatában harcolt.
1809-ben mint a szabadcsapatok ezredese az osztrák erőkhöz csatlakozva harcolt, előléptették szolgálataiért vezérőrnaggyá, majd altábornaggyá 1810-ben. Az oroszországi hadjáratban a szász nehézlovasság ezredének vezetője. A borogyinói csatában Napóleon figyelmét felhívta magára kiemelkedő bátorsága és saját parancsnoksága alá vonta és a szász uralkodó hercegi rangra emelte.
A hatodik koalíció háborúinak idején prominens szerepet játszott. Torgau kormányzójaként saját uralkodójának parancsa szerint először a legszigorúbban semleges volt, aztán amikor az erődben a franciák vették kezükbe a hatalmat átadva a parancsnokságot a vezérkari tisztjének Asternek, csatlakozott a szövetséges erőkhöz. Orosz tábornokként alkalmazták a szász hadsereg újraszervezőjeként a lipcsei csata után.
A szász hadtestet vezette ezek után Hollandiában. 1815. április 9-én állt porosz szolgálatba. A lignyi csatában a Blücher vezette porosz erők részeként meghátrált, hogy aztán feltartóztassa Grouchy francia tábornokot a wavre-i csatában.
A napóleoni háborúk után Münsterben és Koblenzben lett hadtestparancsnok, ez utóbbi helyen hunyt el, mint lovassági tábornok. Sírja Koblenzben a főtemetőben található.

## Fordítás
- Ez a szócikk részben vagy egészben  a   Johann von Thielmann című angol Wikipédia-szócikk fordításán alapul.  Az eredeti cikk szerkesztőit annak laptörténete sorolja fel. Ez a jelzés csupán a megfogalmazás eredetét és a szerzői jogokat jelzi, nem szolgál a cikkben szereplő információk forrásmegjelöléseként.